# Мартін (округ, Міннесота)
Шаблон:StateAbbr_ 43°41′ пн. ш. 94°34′ зх. д. / 43.68° пн. ш. 94.56° зх. д.
Округ  Мартін (англ. Martin County) — округ (графство) у штаті  Міннесота, США. Ідентифікатор округу 27091.

## Історія
Округ утворений 1857 року.

## Демографія
За даними перепису 
2000 року 
загальне населення округу становило 21802 осіб, зокрема міського населення було 10221, а сільського — 11581.
Серед мешканців округу чоловіків було 10639, а жінок — 11163. В окрузі було 9067 домогосподарств, 6045 родин, які мешкали в 9800 будинках.
Середній розмір родини становив 2,92.
Віковий розподіл населення поданий у таблиці:
| Стать    | До 15 років | 15-21 | 22-29 | 30-39 | 40-49 | 50-65 | 65-85 | Понад 85 |
| -------- | ----------- | ----- | ----- | ----- | ----- | ----- | ----- | -------- |
| Чоловіки | 2202        | 1112  | 754   | 1267  | 1805  | 1779  | 1515  | 205      |
| Жінки    | 2089        | 918   | 751   | 1313  | 1709  | 1767  | 2092  | 524      |

## Суміжні округи
- Ватонван — північ
- Блю-Ерт — північний схід
- Феріболт — схід
- Кошут, Айова — південний схід
- Еммет, Айова — південний захід
- Джексон — захід

## Виноски
1. ↑  US Decennial Census. US Census Bureau. Архів оригіналу за 4 квітня 2018. Процитовано 21 жовтня 2014.
2. ↑  Historical Census Browser. University of Virginia Library. Архів оригіналу за 11 серпня 2012. Процитовано 21 жовтня 2014.
3. ↑  Population of Counties by Decennial Census: 1900 to 1990. US Census Bureau. Архів оригіналу за 4 серпня 2014. Процитовано 21 жовтня 2014.
4. ↑  Census 2000 PHC-T-4. Ranking Tables for Counties: 1990 and 2000 (PDF). US Census Bureau. Архів оригіналу (PDF) за 18 грудня 2014. Процитовано 21 жовтня 2014.
5. ↑  State & County QuickFacts. Бюро перепису населення США. Архів оригіналу за 7 червня 2011. Процитовано 1 вересня 2013.(англ.) Наведено за англійською вікіпедією.
6. ↑  American FactFinder. Бюро перепису населення США. Архів оригіналу за 26 лютого 2012. Процитовано 31 січня 2008.

| США | Це незавершена стаття з географії США. Ви можете допомогти проєкту, виправивши або дописавши її. |